# Pleiadians
Pleiadians var en italiensk musikgrupp som producerade goatrance. Pleiadians var egentligen ett sidprojekt av goatrance-bandet Etnica.
De släppte två album, IFO: Identified Flying Object och Family of Light. Första skivan I.F.O var den största framgången och låtar från den används ofta som praktexempel på psykedelisk goatrance.